# 台城天桥大厦
台城天桥大厦，位于中国广东省江门市台山市台城镇，为台山市的一个市级文物保护单位，类型为近现代重要史迹及代表性建筑，公布时间为2002年。
台城天桥大厦的历史年代为民国。